# 長代聰之介
長代聰之介（日语：長代 聡之介，1975年1月22日—），日本男性配音員。MC企劃所屬。Amusement Media綜合學院畢業。身高162cm。

## 人物簡介
2000年加入大阪TV talent bureau（簡稱TTB）開始投入配音事業，2018年3月底TTB解散後，同年4月1日加入MC企劃。
為人熟悉的代表配音作品是SNK電玩格鬥遊戲《格鬥天王》系列（阿修篇）的主角阿修·克里門森。
擁有調理師的專業執照資格。趣味和特長為料理、打草地棒球。

## 演出作品
※粗體字表示說明飾演的主要角色。

### 遊戲
2003年
- SNK VS. CAPCOM SVC CHAOS（日语：SNK VS. CAPCOM SVC CHAOS）（麥克·拜森）
- 格鬥天王2003（阿修·克里門森）

2005年
- 格鬥天王XI（阿修·克里門森）

2009年
- 格鬥天王XII（阿修·克里門森）
- 格鬥天王 極限衝擊：規則A（阿修·克里門森）

2010年
- 格鬥天王XIII（阿修·克里門森、霍查、齋祀、因血之螺旋而發狂的阿修）

2018年
- 格鬥天王：世界（阿修·克里門森）

2019年
- 格鬥天王：全明星（阿修·克里門森、齋祀）

2022年
- 格鬥天王XV（阿修·克里門森）

### 網路動畫
2005年
- 格鬥天王：另一天（阿修·克里門森）

### 電視廣告
- 關西電力SOS
- 華歌爾Wing
- 京都府

### 電台廣告
- J･S･B
- JA淡路（日语：農業協同組合）
- 日本火腿
- NTT DOCOMO
- 香川銀行（日语：香川銀行）
- 登祿普輪胎
- 豐田汽車「神戶」

### 廣播劇
- （約翰·路克·泰勒）

### 節目旁白
- 寶塚（CS寶塚Channel）
- （KBS 等）

## 外部連結
- MC企劃公式官網的聲優簡介 （页面存档备份，存于） （日語）
- （日語）－長代聰之介的官方個人部落格[]。